# Robert Maxwell
Pour les articles homonymes, voir Maxwell.
 (mai 2022).
Si vous disposez d'ouvrages ou d'articles de référence ou si vous connaissez des sites web de qualité traitant du thème abordé ici, merci de compléter l'article en donnant les références utiles à sa vérifiabilité et en les liant à la section « Notes et références ».
Ján Hoch, naturalisé britannique sous le nom de Ian Robert Maxwell, est un homme d'affaires, magnat de la presse écrite, membre du Parlement du Royaume-Uni et fraudeur, né le 10 juin 1923 à Solotvyno (en Tchécoslovaquie, aujourd'hui en Ukraine) et mort le 5 novembre 1991 en mer, au large des îles Canaries. Arrivé en Grande-Bretagne au moment de la guerre, de condition modeste, il parvient à bâtir un vaste empire dans l'édition.
Pendant la Seconde Guerre mondiale, le jeune Maxwell, alors juif orthodoxe, échappe à l'occupation nazie, rejoint l'armée tchécoslovaque en exil puis sert dans l'armée britannique. Il travaille après-guerre dans l'édition, faisant de Pergamon Press un des grands éditeurs du Royaume-Uni. Après avoir été député travailliste dans les années 1960, Maxwell met à nouveau toute son énergie dans les affaires, rachetant successivement la British Printing Corporation, Mirror Group Newspapers et Macmillan Publishers.
Menant un style de vie flamboyant, Maxwell est un patron procédurier, souvent impliqué dans des controverses. En 1989, il est contraint de vendre des entreprises prospères, dont Pergamon Press, afin de couvrir ses dettes. En 1991, son corps est découvert flottant dans l'océan Atlantique après ce qui semble être une chute accidentelle de son yacht. Les circonstances de son décès donnent lieu à de nombreuses spéculations.
La mort de Maxwell provoque l'effondrement de son empire éditorial. Ses fils tentent brièvement de sauver le groupe mais échouent lorsqu'il apparaît que des centaines de millions de livres sterling provenant des fonds de pension de ses propres sociétés ont été détournés frauduleusement. Les sociétés de l'empire Maxwell demandent la protection de la loi sur les faillites en 1992.

## Biographie

### Origines et carrière militaire
Ján Ludvík Hyman Binyamin Hoch naît dans le village de Slatinské Doly (alors en Tchécoslovaquie, aujourd'hui Solotvyno, en Ukraine). Il est élevé au sein d'une famille juive pauvre. Lors de l'occupation de la région par le Troisième Reich, il parvient à s'échapper en France, mais la plupart des membres de sa famille sont exterminés à Auschwitz. À Marseille, il rejoint l'Armée tchèque en exil en mai 1940. Lorsque la France est occupée, il rejoint le Royaume-Uni et s'engage dans le Régiment du North Staffordshire en 1943, depuis les plages de Normandie jusqu'à Berlin. Il est nommé capitaine et obtient, en janvier 1945, la Military Cross, des mains du Field Marshal Bernard Montgomery, pour avoir nettoyé un nid de mitrailleuses allemandes.
Au service du Ministère des Affaires étrangères, il a servi à Berlin pendant les deux années suivantes dans la section de la presse.
Naturalisé citoyen britannique le 19 juin 1946, il change de nom pour s'appeler Robert Maxwell, le 30 juin 1945.

### Carrière professionnelle et politique
Officier dans les forces d'occupation de Berlin à la fin de la guerre, il met à profit ses relations pour créer diverses entreprises de négoce. Il propose de publier dans le monde les revues scientifiques de l'éditeur spécialisé allemand Springer Verlag, à une époque où il est interdit à cet éditeur de le faire en son nom propre. Profitant du succès de cette opération, il rachète en 1951 le petit éditeur Pergamon. Opérant au niveau international dans la vente d'encyclopédies et de revues scientifiques, Maxwell parvient rapidement à faire fortune et à faire de la Pergamon Press un éditeur de poids.
Il se tourne vers la politique dans les années 1960, et devient un bruyant député travailliste à la Chambre des communes britannique, de 1964 à 1970. Il n'est pas réélu, impopulaire dans son propre groupe parlementaire, du fait de ses manières brusques et arrogantes.
En tant qu'éditeur, il perd son premier affrontement contre l'Australien Rupert Murdoch en ne parvenant pas à racheter l'hebdomadaire d'actualité News of the World. Son tempérament vif et son style de management très particulier cachent une gestion opaque de ses sociétés. En 1969, le rapport d'un organisme de contrôle le déclare inapte à la gestion saine d'une entreprise cotée en bourse, comme la Pergamon. En froid avec ses actionnaires, il en perd le contrôle peu après.
S'appuyant sur la Fondation Maxwell, navire amiral de ses nombreuses entreprises basé au Liechtenstein, il retrouve le contrôle de la Pergamon, en 1974. Il rachète, en 1981, la British Printing Company pour en faire le groupe Maxwell Communications Corporation. Par ce biais, il rachète le groupe qui publie le journal britannique de gauche The Daily Mirror, puis l'éditeur Reed International. Alors à son apogée, il possède également de nombreuses participations dans diverses activités, essentiellement dans le domaine des médias. Il profite aussi de ses bonnes relations avec le bloc de l'est pour conclure des accords commerciaux avec ces pays. Il intervient énormément dans les opérations de chacun de ses groupes et dans les rédactions de ses journaux. Voyant en eux la possibilité de diffuser sa pensée, il signe par exemple un éditorial dans The Daily Mirror, journal qui n'a pas eu le succès qu'il espérait.
Partenaire de Francis Bouygues dans le projet de privatisation de la chaîne de télévision française TF1 en 1987, il met en avant son passé de gauche et son expérience des médias pour séduire François Mitterrand dans le cadre du rachat de la chaîne. Il se révèle par la suite un actionnaire minoritaire exigeant, au grand dam du groupe Bouygues, qui entend disposer d'une autonomie dans la gestion.
Le 31 août 1989, il reçoit un doctorat honoris causa de l'université du Québec à Trois-Rivières.
Tout au long de son parcours, il s'est montré un dirigeant aux pratiques malsaines[réf. nécessaire], associant des sociétés à la santé financière douteuse. De son vivant, Robert Maxwell a réussi à faire taire les critiques et à gagner en importance dans le paysage médiatique, où il a voulu être vraiment influent. Il apparaît par la suite que son groupe, construit sur l'usage de la dette, manque véritablement de stabilité financière. L'échec du quotidien transnational The European, lancé en 1990, le force à céder la Pergamon au groupe Elsevier, mais profite de l'afflux de fonds pour racheter le New York Daily News. Fin 1990, des journalistes enquêtent sur un possible détournement des fonds des pensions de retraite des employés de ses sociétés.

### Mort et révélations
Le 4 novembre 1991, au lieu de se rendre à une réunion prévue avec la Bank of England concernant un défaut de paiement sur des prêts de 50 000 000 £, Maxwell voyage sur son yacht. Le 5 novembre, son équipage le voit pour la dernière fois à 4 h 25 du matin, heure locale, et le déclare disparu plus tard dans la matinée.
Son corps, retrouvé flottant dans l'océan Atlantique, est amené à Las Palmas. Faute de blessure particulière constatée sur son cadavre, la décision officielle, à la suite de l'enquête menée en décembre 1991, est que Maxwell, souffrant en effet d'un cœur et de poumons en mauvais état, est décédé d'une crise cardiaque combinée avec une chute accidentelle en mer. Une cause de mort par meurtre ou suicide est écartée par le juge concerné.
Maxwell est enterré au cimetière juif du mont des Oliviers à Jérusalem, en Israël, lors de funérailles auxquelles participent le président, Chaim Herzog, le Premier ministre, Yitzhak Shamir, six actuels ou anciens chefs de services secrets israéliens, ainsi que son ami et avocat, Samuel Pisar.
À cause de leur gestion hasardeuse, ses entreprises ne lui survivent pas et font faillite. Maxwell s'étant également livré à plusieurs malversations financières, l'écroulement de son groupe est rapide et total. Le rapport Cadbury (en) sur le gouvernement de ces entreprises, établi par le comité du même nom en mai 1992, est finalisé en décembre de la même année.

### Famille et vie privée
Il se marie en 1945 avec l'historienne franco-britannique Élisabeth Meynard, rencontrée à la Libération de Paris. Née en France le 11 mars 1921 dans le département de l'Isère, d'une mère catholique et d'un père protestant, elle a de lui neuf enfants (dont deux morts en bas âge). Titulaire d'un doctorat, spécialiste de la Shoah, elle est la première femme vice-présidente du Conseil international des chrétiens et des juifs.
Robert Maxwell est le père de Ghislaine Maxwell, poursuivie par la justice américaine dans des affaires de détournement de mineures de Jeffrey Epstein.

## Dans les arts et la culture

### Cinéma
- 2007 : David Suchet l'interprète dans Maxwell de Colin Barr.
- 2021 : Il est interprété par Roger Allam dans Tetris de Jon S. Baird.

### Littérature
- La mort de Robert Maxwell a inspiré Gérard de Villiers qui, dans son roman Le Disparu des Canaries paru quelques mois après le décès de Maxwell, met en scène la mort d'un magnat anglais des médias alors qu'il se trouvait à bord de son yacht.

### Bande dessinée
- 2012 : Le tome 26 L'amiral du diable de la série L'Histoire secrète met en scène Maxwell.